# Monti Ikatskij
I monti Ikatskij (in russo Икатский хребет, Ikatskij chrebet; anche traslitterati come monti Ikatsky) sono una catena montuosa della Russia siberiana sudorientale (Repubblica Autonoma della Buriazia).
Si allungano per circa 200 km nella zona di alteterre ad oriente del lago Bajkal; la valle del fiume Barguzin li separa, ad occidente, dai monti del Barguzin, mentre a nordest toccano le propaggini sudoccidentali dell'altopiano Stanovoj. Hanno una quota media di circa 1.800-2.000 metri, culminando a 2.573.
La vegetazione è prevalentemente forestale (taiga); alcune zone nei bassi versanti (sotto gli 800-900 metri) sono coperti da steppa alberata, mentre oltre una certa quota (1.200 metri nella fascia settentrionale, 1.700 m in quella meridionale) si estende la tundra di montagna.
Dai monti Ikatskij ha origine il fiume Vitim e uno dei suoi principali affluenti, la Cipa.